# Exciter (groupe)
Pour les articles homonymes, voir Exciter.
Exciter est un groupe canadien de speed metal, originaire d'Ottawa. Ils sont considérés comme l'un des pionniers du speed metal, et constituent une grande influence pour les premiers groupes de thrash metal par la suite. Malgré des changements de membres réguliers, le groupe a conservé une petite base de fans depuis plus de 30 ans.

## Biographie
En 1978, le groupe Hell Razor se forme à Ottawa, Ontario, Canada. Il se compose du batteur et chanteur Dan Beehler, du guitariste John Ricci, et du bassiste Allan James Johnson. En 1980, le groupe change de nom pour Exciter et enregistrent une démo qu'ils envoient à Mike Varney de Shrapnel Records. Varney inclut une de leurs chansons, World War III, dans la compilation US Metal Volume II en 1982. Peu après, ils signent avec Shrapnel Records. En 1983, ils font paraître leur premier album studio, Heavy Metal Maniac.
Plus tard la même année, Exciter signe avec le label de Jon Zazula, Megaforce Records et, en 1984, font paraître leur second album, Violence and Force. Après quelques tournées aux côtés d'Anthrax, ils participent à leur première tournée américaine aux côtés de Mercyful Fate. Exciter change de label pour Music for Nations, et traverse Londres pour enregistrer leur troisième album, Long Live the Loud. Il est commercialisé en 1985 et produit par le producteur Motörhead Guy Bidmead.
Le line-up original du groupe se reforme pour jouer au festival Keep It True en 2015. Absent des scènes françaises depuis plus de trente ans et son concert au Zénith de Paris en ouverture d'Accept en 1985, Exciter se produit lors de l'édition 2016 du Fall of Summer.

## Membres

### Membres actuels
- Daniel Dekay – guitare (depuis 2018)
- Dan Beehler – chant, batterie (1978–1993, depuis 2014)
- Allan James Johnson – basse (1978–1988, depuis 2014)

### Anciens membres
- John Ricci – guitare (1978–1985, 1992-2018)
- Brian McPhee – guitare (1986–1988)
- Marc Tousignant - guitare (between 1988-1990)
- Rob Malnati – chant (1988)
- David Ledden – basse (1992)
- Jeff MacDonald – basse (1993)
- Marc Charron – basse (1996–2002)
- Jacques Belanger – chant (1996–2001, 2003–2006)
- Richard « Rik » Charron – batterie (1996–2014)
- Robert William DeGroot – chant (2003)
- Paul Champagne – basse (2003)
- Robert « Clammy » Cohen – basse (2004–2014)
- Kenny « Metal Mouth » Winter – chant (2006–2014)

## Discographie

### Albums studio
- 1983 : Heavy Metal Maniac
- 1984 : Violence & Force
- 1985 : Long Live the Loud
- 1986 : Unveiling the Wicked
- 1988 : Exciter (O.T.T.)
- 1992 : Kill after Kill
- 1997 : The Dark Command
- 2000 : Blood of Tyrants
- 2004 : New Testament
- 2008 : Thrash Speed Burn

### Live
- Better Live Than Dead (1993)

### Compilation
- Capitol Punishment (1991)

### EP
- Feel the Knife (1985)